# Federico Guzzo
Federico Guzzo (* 31. August 2001 in Conegliano) ist ein italienischer Radrennfahrer.

## Sportlicher Werdegang
Als Junior fuhr Guzzo bereits für die italienische Nationalmannschaft und startete unter anderem im UCI Men Juniors Nations’ Cup. Mit dem Wechsel in die U23 wurde er 2020 Mitglied im Team Zalf Euromobil Désirée Fior, das seit 2021 im Besitz einer Lizenz als UCI Continental Team ist. Im dritten Jahr für das Team erzielte er bei der Trofeo Città di San Vendemiano seinen ersten Sieg auf der UCI Europe Tour. Es folgen ein Sieg bei der Coppa della Pace sowie der Trofeo Città di Brescia im Folgejahr.
Zur Saison 2024 kehrte Guzzo auf die Vereinsebene zurück und wurde Mitglied beim UC Trevigiani, mit dem er bei Rennen des nationalen Kalenders erfolgreich war. 2025 wurde er Mitglied im Team S.C. Padovani Polo Cherry Bank, das neu als Continental Team lizenziert wurde. Für dieses gewann er in seiner ersten Saison die Bergwertung des Giro d’Abruzzo.

## Erfolge
2019
- Bergwertung Course de la Paix Juniors

2022
- Trofeo Città di San Vendemiano
- Coppa della Pace

2023
- Trofeo Città di Brescia

2025
- Bergwertung Giro d’Abruzzo